# Гурен (кантон)
Гурен (фр. Gourin) — кантон во Франции, находится в регионе Бретань, департамент Морбиан. Входит в состав округа Понтиви.

## История
До 2015 года в состав кантона входили коммуны Гурен, Лангонет, Ле-Сен, Плуре и Рудуалек.
В результате реформы 2015 года состав кантона был изменен: в него вошли коммуны упраздненных кантонов Гемне-сюр-Скорф, Клегерек и Ле-Фауэт.

## Состав кантона с 1 января 2016 года
В состав кантона входят коммуны (население по данным Национального института статистики за 2019 г.):
- Берне (1 544 чел.)
- Гемне-сюр-Скорф (1 060 чел.)
- Гискриф (2 083 чел.)
- Гурен (3 779 чел.)
- Кергрист (720 чел.)
- Кернаскледен (384 чел.)
- Клегерек (2 828 чел.)
- Ланвенежен (1 144 чел.)
- Лангонет (1 724 чел.)
- Лангоэлан (378 чел.)
- Ле-Круасти (708 чел.)
- Ле-Сен (579 чел.)
- Ле-Фауэт (2 793 чел.)
- Линьоль (846 чел.)
- Локмало (903 чел.)
- Мальгенак (1 841 чел.)
- Мелан (1 417 чел.)
- Нёльяк (1 390 чел.)
- Перскен (351 чел.)
- Плоэрдют (1 209 чел.)
- Плуре (1 062 чел.)
- Призьяк (967 чел.)
- Рудуалек (705 чел.)
- Сегльен (652 чел.)
- Сен-Карадек-Трегомель (480 чел.)
- Сен-Тюгдюаль (369 чел.)
- Сент-Брижит (179 чел.)
- Сент-Эньян (631 чел.)
- Сильфьяк (463 чел.)

## Политика
На президентских выборах 2022 г. жители кантона отдали в 1-м туре Марин Ле Пен 27,2 % голосов против 26,3 % у Эмманюэля Макрона и 19,4 % у Жана-Люка Меланшона; во 2-м туре в кантоне победил Макрон, получивший 52,9 % голосов. (2017 год. 1 тур: Эмманюэль Макрон – 25,2 %, Марин Ле Пен – 20,4 %, Жан-Люк Меланшон – 19,7 %, Франсуа Фийон – 17,4 %; 2 тур: Макрон – 66,6 %. 2012 год. 1 тур: Франсуа Олланд — 30,3 %, Николя Саркози — 23,3 %, Марин Ле Пен — 17,1 %; 2 тур: Олланд — 57,6 %).
С 2021 года кантон в Совете департамента Морбиан представляют мэр коммуны Мальгенак Доминик Геган (Dominique Guégan) и мэр коммуны Призьяк Доминик Ле Нинивен (Dominique Le Niniven) (оба  — Разные правые).
|                | Кандидаты                        | Партия                   | Первый тур | Первый тур     | Второй тур | Второй тур |
| Кол-во голосов | Кандидаты                        | Партия                   | % голосов  | Кол-во голосов | % голосов  |            |
| -------------- | -------------------------------- | ------------------------ | ---------- | -------------- | ---------- | ---------- |
|                | Доминик Геган Доминик Ле Нинивен | Правоцентристский блок   | 3 037      | 33,08          | 4 689      | 51,21      |
|                | Жан-Шарль Лоэ Анн Троален        | Разные левые             | 2 563      | 27,91          | 4 467      | 48,79      |
|                | Стефан Бувье Коринна Фаге        | Национальное объединение | 1 857      | 20,22          |            |            |
|                | Гислен Лангле Рене Ле Муллек     | Разные левые             | 1 725      | 18,79          |            |            |

|                | Кандидаты                            | Партия             | Первый тур | Первый тур     | Второй тур | Второй тур |
| Кол-во голосов | Кандидаты                            | Партия             | % голосов  | Кол-во голосов | % голосов  |            |
| -------------- | ------------------------------------ | ------------------ | ---------- | -------------- | ---------- | ---------- |
|                | Кристиан Дерьен Гислен Лангле        | Разные левые       | 3 636      | 25,59          | 7 591      | 55,15      |
|                | Кристиана Ле Беллер Жан-Жак Тромилен | Правый блок        | 3 138      | 22,09          | 6 174      | 44,85      |
|                | Рене Куртель Серж Моэло              | Левый блок         | 3 071      | 21,62          |            |            |
|                | Мари Де Грав Жан-Люк Кальмановичи    | Национальный фронт | 2 420      | 17,03          |            |            |
|                | Паскаль Маршан Мишель Морван         | Разные правые      | 1 942      | 13,67          |            |            |